# Tirreno-Adriático 2017
La 52.ª edición de la competición ciclista Tirreno-Adriático se celebró en Italia entre el 8 y el 14 de marzo de 2017 sobre un recorrido total de 1012,75 kilómetros.
La carrera formó parte del UCI WorldTour 2017, calendario ciclista de máximo nivel mundial, siendo la séptima carrera de dicho circuito.
La carrera fue ganada por segunda vez en tres años por el ciclista colombiano Nairo Quintana del Movistar Team. Quintana tomó el liderato de la carrera después de ganar la etapa reina con final en el Monte Terminillo y lo mantuvo hasta el final de la prueba, aventajando por 25 segundos al segundo clasificado, Rohan Dennis, quién ganó la contrarreloj final de la carrera. El podio fue completado por el francés Thibaut Pinot.
En las otras clasificaciones de la carrera, Peter Sagan ganó la clasificación por puntos después de conseguir dos victorias de etapa, un segundo y un tercer puesto. Davide Ballerini ganó la clasificación de la montaña, mientras que Bob Jungels superó en la contrarreloj final a Egan Bernal por la victoria de la clasificación de los jóvenes. Movistar Team obtuvo la victoria en la clasificación de equipos.

## Equipos participantes
Tomaron parte en la carrera 22 equipos: 18 de categoría UCI ProTeam; 4 de categoría Profesional Continental.
| WorldTeams (18)- AG2R La Mondiale - Astana - Bahrain-Merida - BMC Racing Team - Bora-Hansgrohe - Cannondale-Drapac - Dimension Data - FDJ - Katusha-Alpecin - Lotto NL-Jumbo - Lotto-Soudal - Movistar Team - Orica-Scott - Quick-Step Floors - Sky - Team Sunweb - Trek-Segafredo - UAE Team Emirates Equipos continentales profesionales (4)- Androni Giocattoli - Bardiani CSF - Nippo-Vini Fantini - Novo Nordisk |
| |

## Etapas
| Etapa     | Fecha     | Recorrido                                           | type                     | Distancia (km) | Ganador          | Líder             |
| --------- | --------- | --------------------------------------------------- | ------------------------ | -------------- | ---------------- | ----------------- |
| 1.ª etapa | 8 de mar  | Lido di Camaiore – Lido di Camaiore                 | contrarreloj por equipos | 22,7           | BMC Racing Team  | Damiano Caruso    |
| 2.ª etapa | 9 de mar  | Camaiore – Pomarance                                | etapa de media montaña   | 229            | Geraint Thomas   | Greg Van Avermaet |
| 3.ª etapa | 10 de mar | Monterotondo Marittimo – Montalto di Castro         | etapa escarpada          | 204            | Peter Sagan      | Rohan Dennis      |
| 4.ª etapa | 11 de mar | Montalto di Castro – Terminillo                     | etapa de montaña         | 171            | Nairo Quintana   | Nairo Quintana    |
| 5.ª etapa | 12 de mar | Rieti – Fermo                                       | etapa de media montaña   | 209            | Peter Sagan      | Nairo Quintana    |
| 6.ª etapa | 13 de mar | Ascoli Piceno – Civitanova Marche                   | etapa escarpada          | 168            | Fernando Gaviria | Nairo Quintana    |
| 7.ª etapa | 14 de mar | San Benedetto del Tronto – San Benedetto del Tronto | contrarreloj individual  | 10,05          | Rohan Dennis     | Nairo Quintana    |

## Desarrollo de la carrera

### 1.ª etapa
| Lido di Camaiore - Lido di Camaiore | contrarreloj por equipos | (22,7 km) |

| \| Clasificación de la etapa \| Clasificación de la etapa \| Clasificación de la etapa \| Clasificación de la etapa \| Clasificación de la etapa \| Clasificación de la etapa \| \| Equipo \| Equipo \| Tiempo \| Diferencia \| Promedio \| \| \| ------------------------- \| ------------------------- \| ------------------------- \| ------------------------- \| ------------------------- \| ------------------------- \| \| 1.º \| BMC Racing Team \| 23 min 21 s \| 23 min 21 s \| 58.371 km/h \| \| \| 2.º \| Quick-Step Floors \| 23 min 37 s \| + 16 s \| 57.671 km/h \| \| \| 3.º \| FDJ \| 23 min 42 s \| + 21 s \| 57.468 km/h \| \| \| 4.º \| Movistar Team \| 23 min 42 s \| + 21 s \| 57.468 km/h \| \| \| 5.º \| Orica-Scott \| 23 min 45 s \| + 24 s \| 57.347 km/h \| \| \| 6.º \| Lotto NL-Jumbo \| 24 min 00 s \| + 39 s \| 56.750 km/h \| \| \| 7.º \| Lotto-Soudal \| 24 min 12 s \| + 51 s \| 56.281 km/h \| \| \| 8.º \| Bahrain-Merida \| 24 min 13 s \| + 52 s \| 56.242 km/h \| \| \| 9.º \| Dimension Data \| 24 min 13 s \| + 52 s \| 56.242 km/h \| \| \| 10.º \| Astana \| 24 min 15 s \| + 54 s \| 56.165 km/h \| \| |                   |             |             |             |
| |                   |             |             |             |
| Fuente: ProCyclingStats |                   |             |             |             |
| Clasificación de la etapa |                   |             |             |             |
| Equipo | Equipo            | Tiempo      | Diferencia  | Promedio    |
| 1.º | BMC Racing Team   | 23 min 21 s | 23 min 21 s | 58.371 km/h |
| 2.º | Quick-Step Floors | 23 min 37 s | + 16 s      | 57.671 km/h |
| 3.º | FDJ               | 23 min 42 s | + 21 s      | 57.468 km/h |
| 4.º | Movistar Team     | 23 min 42 s | + 21 s      | 57.468 km/h |
| 5.º | Orica-Scott       | 23 min 45 s | + 24 s      | 57.347 km/h |
| 6.º | Lotto NL-Jumbo    | 24 min 00 s | + 39 s      | 56.750 km/h |
| 7.º | Lotto-Soudal      | 24 min 12 s | + 51 s      | 56.281 km/h |
| 8.º | Bahrain-Merida    | 24 min 13 s | + 52 s      | 56.242 km/h |
| 9.º | Dimension Data    | 24 min 13 s | + 52 s      | 56.242 km/h |
| 10.º | Astana            | 24 min 15 s | + 54 s      | 56.165 km/h |

| \| Clasificación general \| Clasificación general \| Clasificación general \| Clasificación general \| Clasificación general \| \| Ciclista \| Ciclista \| Equipo \| Tiempo \| \| \| --------------------- \| --------------------- \| --------------------- \| --------------------- \| --------------------- \| \| 1.º \| Damiano Caruso \| BMC Racing Team \| 23 min 21 s \| \| \| 2.º \| Rohan Dennis \| BMC Racing Team \| + 0 s \| \| \| 3.º \| Greg Van Avermaet \| BMC Racing Team \| + 0 s \| \| \| 4.º \| Stefan Küng \| BMC Racing Team \| + 0 s \| \| \| 5.º \| Daniel Oss \| BMC Racing Team \| + 0 s \| \| \| 6.º \| Tejay van Garderen \| BMC Racing Team \| + 0 s \| \| \| 7.º \| Tom Boonen \| Quick-Step Floors \| + 16 s \| \| \| 8.º \| Matteo Trentin \| Quick-Step Floors \| + 16 s \| \| \| 9.º \| Bob Jungels \| Quick-Step Floors \| + 16 s \| \| \| 10.º \| Julien Vermote \| Quick-Step Floors \| + 16 s \| \| |                    |                   |             |
| |                    |                   |             |
| Fuente: ProCyclingStats |                    |                   |             |
| Clasificación general |                    |                   |             |
| Ciclista | Ciclista           | Equipo            | Tiempo      |
| 1.º | Damiano Caruso     | BMC Racing Team   | 23 min 21 s |
| 2.º | Rohan Dennis       | BMC Racing Team   | + 0 s       |
| 3.º | Greg Van Avermaet  | BMC Racing Team   | + 0 s       |
| 4.º | Stefan Küng        | BMC Racing Team   | + 0 s       |
| 5.º | Daniel Oss         | BMC Racing Team   | + 0 s       |
| 6.º | Tejay van Garderen | BMC Racing Team   | + 0 s       |
| 7.º | Tom Boonen         | Quick-Step Floors | + 16 s      |
| 8.º | Matteo Trentin     | Quick-Step Floors | + 16 s      |
| 9.º | Bob Jungels        | Quick-Step Floors | + 16 s      |
| 10.º | Julien Vermote     | Quick-Step Floors | + 16 s      |

### 2.ª etapa
| Camaiore - Pomarance | etapa de media montaña | (229 km) |

| \| Clasificación de la etapa \| Clasificación de la etapa \| Clasificación de la etapa \| Clasificación de la etapa \| Clasificación de la etapa \| \| Ciclista \| Ciclista \| Equipo \| Tiempo \| \| \| ------------------------- \| ------------------------- \| --------------------------- \| ------------------------- \| ------------------------- \| \| 1.º \| Geraint Thomas \| Team Sky \| 5 h 51 min 44 s \| \| \| 2.º \| Tom Dumoulin \| Team Sunweb \| + 9 s \| \| \| 3.º \| Peter Sagan \| Bora-Hansgrohe \| + 9 s \| \| \| 4.º \| Greg Van Avermaet \| BMC Racing Team \| + 9 s \| \| \| 5.º \| Francesco Gavazzi \| Androni-Sidermec-Bottecchia \| + 9 s \| \| \| 6.º \| Michał Kwiatkowski \| Team Sky \| + 9 s \| \| \| 7.º \| Adam Yates \| Orica-Scott \| + 9 s \| \| \| 8.º \| Rohan Dennis \| BMC Racing Team \| + 9 s \| \| \| 9.º \| Nairo Quintana \| Movistar Team \| + 9 s \| \| \| 10.º \| Simon Clarke \| Cannondale-Drapac \| + 9 s \| \| |                    |                             |                 |
| |                    |                             |                 |
| Fuente: ProCyclingStats |                    |                             |                 |
| Clasificación de la etapa |                    |                             |                 |
| Ciclista | Ciclista           | Equipo                      | Tiempo          |
| 1.º | Geraint Thomas     | Team Sky                    | 5 h 51 min 44 s |
| 2.º | Tom Dumoulin       | Team Sunweb                 | + 9 s           |
| 3.º | Peter Sagan        | Bora-Hansgrohe              | + 9 s           |
| 4.º | Greg Van Avermaet  | BMC Racing Team             | + 9 s           |
| 5.º | Francesco Gavazzi  | Androni-Sidermec-Bottecchia | + 9 s           |
| 6.º | Michał Kwiatkowski | Team Sky                    | + 9 s           |
| 7.º | Adam Yates         | Orica-Scott                 | + 9 s           |
| 8.º | Rohan Dennis       | BMC Racing Team             | + 9 s           |
| 9.º | Nairo Quintana     | Movistar Team               | + 9 s           |
| 10.º | Simon Clarke       | Cannondale-Drapac           | + 9 s           |

| \| Clasificación general \| Clasificación general \| Clasificación general \| Clasificación general \| Clasificación general \| \| Ciclista \| Ciclista \| Equipo \| Tiempo \| \| \| --------------------- \| --------------------- \| --------------------- \| --------------------- \| --------------------- \| \| 1.º \| Greg Van Avermaet \| BMC Racing Team \| 6 h 15 min 14 s \| \| \| 2.º \| Rohan Dennis \| BMC Racing Team \| + 0 s \| \| \| 3.º \| Tejay van Garderen \| BMC Racing Team \| + 0 s \| \| \| 4.º \| Damiano Caruso \| BMC Racing Team \| + 0 s \| \| \| 5.º \| Niki Terpstra \| Quick-Step Floors \| + 16 s \| \| \| 6.º \| Bob Jungels \| Quick-Step Floors \| + 16 s \| \| \| 7.º \| Nairo Quintana \| Movistar Team \| + 21 s \| \| \| 8.º \| Dani Moreno \| Movistar Team \| + 21 s \| \| \| 9.º \| Sébastien Reichenbach \| FDJ \| + 21 s \| \| \| 10.º \| Jonathan Castroviejo \| Movistar Team \| + 21 s \| \| |                       |                   |                 |
| |                       |                   |                 |
| Fuente: ProCyclingStats |                       |                   |                 |
| Clasificación general |                       |                   |                 |
| Ciclista | Ciclista              | Equipo            | Tiempo          |
| 1.º | Greg Van Avermaet     | BMC Racing Team   | 6 h 15 min 14 s |
| 2.º | Rohan Dennis          | BMC Racing Team   | + 0 s           |
| 3.º | Tejay van Garderen    | BMC Racing Team   | + 0 s           |
| 4.º | Damiano Caruso        | BMC Racing Team   | + 0 s           |
| 5.º | Niki Terpstra         | Quick-Step Floors | + 16 s          |
| 6.º | Bob Jungels           | Quick-Step Floors | + 16 s          |
| 7.º | Nairo Quintana        | Movistar Team     | + 21 s          |
| 8.º | Dani Moreno           | Movistar Team     | + 21 s          |
| 9.º | Sébastien Reichenbach | FDJ               | + 21 s          |
| 10.º | Jonathan Castroviejo  | Movistar Team     | + 21 s          |

### 3.ª etapa
| Monterotondo Marittimo - Montalto di Castro | etapa escarpada | (204 km) |

| \| Clasificación de la etapa \| Clasificación de la etapa \| Clasificación de la etapa \| Clasificación de la etapa \| Clasificación de la etapa \| \| Ciclista \| Ciclista \| Equipo \| Tiempo \| \| \| ------------------------- \| ------------------------- \| --------------------------- \| ------------------------- \| ------------------------- \| \| 1.º \| Peter Sagan \| Bora-Hansgrohe \| 4 h 51 min 59 s \| \| \| 2.º \| Elia Viviani \| Team Sky \| + 0 s \| \| \| 3.º \| Jürgen Roelandts \| Lotto-Soudal \| + 0 s \| \| \| 4.º \| Sacha Modolo \| UAE Team Emirates \| + 0 s \| \| \| 5.º \| Luka Mezgec \| Orica-Scott \| + 0 s \| \| \| 6.º \| Rick Zabel \| Katusha-Alpecin \| + 0 s \| \| \| 7.º \| Andrea Palini \| Androni-Sidermec-Bottecchia \| + 0 s \| \| \| 8.º \| Roberto Ferrari \| UAE Team Emirates \| + 0 s \| \| \| 9.º \| Georg Preidler \| Team Sunweb \| + 0 s \| \| \| 10.º \| Ramon Sinkeldam \| Team Sunweb \| + 0 s \| \| |                  |                             |                 |
| |                  |                             |                 |
| Fuente: ProCyclingStats |                  |                             |                 |
| Clasificación de la etapa |                  |                             |                 |
| Ciclista | Ciclista         | Equipo                      | Tiempo          |
| 1.º | Peter Sagan      | Bora-Hansgrohe              | 4 h 51 min 59 s |
| 2.º | Elia Viviani     | Team Sky                    | + 0 s           |
| 3.º | Jürgen Roelandts | Lotto-Soudal                | + 0 s           |
| 4.º | Sacha Modolo     | UAE Team Emirates           | + 0 s           |
| 5.º | Luka Mezgec      | Orica-Scott                 | + 0 s           |
| 6.º | Rick Zabel       | Katusha-Alpecin             | + 0 s           |
| 7.º | Andrea Palini    | Androni-Sidermec-Bottecchia | + 0 s           |
| 8.º | Roberto Ferrari  | UAE Team Emirates           | + 0 s           |
| 9.º | Georg Preidler   | Team Sunweb                 | + 0 s           |
| 10.º | Ramon Sinkeldam  | Team Sunweb                 | + 0 s           |

| \| Clasificación general \| Clasificación general \| Clasificación general \| Clasificación general \| Clasificación general \| \| Ciclista \| Ciclista \| Equipo \| Tiempo \| \| \| --------------------- \| --------------------- \| --------------------- \| --------------------- \| --------------------- \| \| 1.º \| Rohan Dennis \| BMC Racing Team \| 11 h 07 min 13 s \| \| \| 2.º \| Greg Van Avermaet \| BMC Racing Team \| + 0 s \| \| \| 3.º \| Damiano Caruso \| BMC Racing Team \| + 0 s \| \| \| 4.º \| Tejay van Garderen \| BMC Racing Team \| + 0 s \| \| \| 5.º \| Niki Terpstra \| Quick-Step Floors \| + 16 s \| \| \| 6.º \| Bob Jungels \| Quick-Step Floors \| + 16 s \| \| \| 7.º \| Nairo Quintana \| Movistar Team \| + 21 s \| \| \| 8.º \| Andrey Amador \| Movistar Team \| + 21 s \| \| \| 9.º \| Jonathan Castroviejo \| Movistar Team \| + 21 s \| \| \| 10.º \| Dani Moreno \| Movistar Team \| + 21 s \| \| |                      |                   |                  |
| |                      |                   |                  |
| Fuente: ProCyclingStats |                      |                   |                  |
| Clasificación general |                      |                   |                  |
| Ciclista | Ciclista             | Equipo            | Tiempo           |
| 1.º | Rohan Dennis         | BMC Racing Team   | 11 h 07 min 13 s |
| 2.º | Greg Van Avermaet    | BMC Racing Team   | + 0 s            |
| 3.º | Damiano Caruso       | BMC Racing Team   | + 0 s            |
| 4.º | Tejay van Garderen   | BMC Racing Team   | + 0 s            |
| 5.º | Niki Terpstra        | Quick-Step Floors | + 16 s           |
| 6.º | Bob Jungels          | Quick-Step Floors | + 16 s           |
| 7.º | Nairo Quintana       | Movistar Team     | + 21 s           |
| 8.º | Andrey Amador        | Movistar Team     | + 21 s           |
| 9.º | Jonathan Castroviejo | Movistar Team     | + 21 s           |
| 10.º | Dani Moreno          | Movistar Team     | + 21 s           |

### 4.ª etapa
| Montalto di Castro - Terminillo | etapa de montaña | (171 km) |

| \| Clasificación de la etapa \| Clasificación de la etapa \| Clasificación de la etapa \| Clasificación de la etapa \| Clasificación de la etapa \| \| Ciclista \| Ciclista \| Equipo \| Tiempo \| \| \| ------------------------- \| ------------------------- \| ------------------------- \| ------------------------- \| ------------------------- \| \| 1.º \| Nairo Quintana \| Movistar Team \| 5 h 27 min 22 s \| \| \| 2.º \| Geraint Thomas \| Team Sky \| + 18 s \| \| \| 3.º \| Adam Yates \| Orica-Scott \| + 24 s \| \| \| 4.º \| Rigoberto Urán \| Cannondale-Drapac \| + 24 s \| \| \| 5.º \| Simon Špilak \| Katusha-Alpecin \| + 29 s \| \| \| 6.º \| Tom Dumoulin \| Team Sunweb \| + 41 s \| \| \| 7.º \| Domenico Pozzovivo \| AG2R La Mondiale \| + 41 s \| \| \| 8.º \| Mikel Landa \| Team Sky \| + 41 s \| \| \| 9.º \| Thibaut Pinot \| FDJ \| + 46 s \| \| \| 10.º \| Primož Roglič \| LottoNL-Jumbo \| + 51 s \| \| |                    |                   |                 |
| |                    |                   |                 |
| Fuente: ProCyclingStats |                    |                   |                 |
| Clasificación de la etapa |                    |                   |                 |
| Ciclista | Ciclista           | Equipo            | Tiempo          |
| 1.º | Nairo Quintana     | Movistar Team     | 5 h 27 min 22 s |
| 2.º | Geraint Thomas     | Team Sky          | + 18 s          |
| 3.º | Adam Yates         | Orica-Scott       | + 24 s          |
| 4.º | Rigoberto Urán     | Cannondale-Drapac | + 24 s          |
| 5.º | Simon Špilak       | Katusha-Alpecin   | + 29 s          |
| 6.º | Tom Dumoulin       | Team Sunweb       | + 41 s          |
| 7.º | Domenico Pozzovivo | AG2R La Mondiale  | + 41 s          |
| 8.º | Mikel Landa        | Team Sky          | + 41 s          |
| 9.º | Thibaut Pinot      | FDJ               | + 46 s          |
| 10.º | Primož Roglič      | LottoNL-Jumbo     | + 51 s          |

| \| Clasificación general \| Clasificación general \| Clasificación general \| Clasificación general \| Clasificación general \| \| Ciclista \| Ciclista \| Equipo \| Tiempo \| \| \| --------------------- \| --------------------- \| --------------------- \| --------------------- \| --------------------- \| \| 1.º \| Nairo Quintana \| Movistar Team \| 16 h 34 min 46 s \| \| \| 2.º \| Adam Yates \| Orica-Scott \| + 33 s \| \| \| 3.º \| Thibaut Pinot \| FDJ \| + 56 s \| \| \| 4.º \| Jonathan Castroviejo \| Movistar Team \| + 1 min 01 s \| \| \| 5.º \| Rohan Dennis \| BMC Racing Team \| + 1 min 06 s \| \| \| 6.º \| Tom Dumoulin \| Team Sunweb \| + 1 min 19 s \| \| \| 7.º \| Primož Roglič \| LottoNL-Jumbo \| + 1 min 19 s \| \| \| 8.º \| Geraint Thomas \| Team Sky \| + 1 min 23 s \| \| \| 9.º \| Dani Moreno \| Movistar Team \| + 1 min 27 s \| \| \| 10.º \| Domenico Pozzovivo \| AG2R La Mondiale \| + 1 min 29 s \| \| |                      |                  |                  |
| |                      |                  |                  |
| Fuente: ProCyclingStats |                      |                  |                  |
| Clasificación general |                      |                  |                  |
| Ciclista | Ciclista             | Equipo           | Tiempo           |
| 1.º | Nairo Quintana       | Movistar Team    | 16 h 34 min 46 s |
| 2.º | Adam Yates           | Orica-Scott      | + 33 s           |
| 3.º | Thibaut Pinot        | FDJ              | + 56 s           |
| 4.º | Jonathan Castroviejo | Movistar Team    | + 1 min 01 s     |
| 5.º | Rohan Dennis         | BMC Racing Team  | + 1 min 06 s     |
| 6.º | Tom Dumoulin         | Team Sunweb      | + 1 min 19 s     |
| 7.º | Primož Roglič        | LottoNL-Jumbo    | + 1 min 19 s     |
| 8.º | Geraint Thomas       | Team Sky         | + 1 min 23 s     |
| 9.º | Dani Moreno          | Movistar Team    | + 1 min 27 s     |
| 10.º | Domenico Pozzovivo   | AG2R La Mondiale | + 1 min 29 s     |

### 5.ª etapa
| Rieti - Fermo | etapa de media montaña | (209 km) |

| \| Clasificación de la etapa \| Clasificación de la etapa \| Clasificación de la etapa \| Clasificación de la etapa \| Clasificación de la etapa \| \| Ciclista \| Ciclista \| Equipo \| Tiempo \| \| \| ------------------------- \| ------------------------- \| ------------------------- \| ------------------------- \| ------------------------- \| \| 1.º \| Peter Sagan \| Bora-Hansgrohe \| 5 h 00 min 05 s \| \| \| 2.º \| Thibaut Pinot \| FDJ \| + 0 s \| \| \| 3.º \| Primož Roglič \| LottoNL-Jumbo \| + 0 s \| \| \| 4.º \| Geraint Thomas \| Team Sky \| + 0 s \| \| \| 5.º \| Bauke Mollema \| Trek-Segafredo \| + 0 s \| \| \| 6.º \| Rigoberto Urán \| Cannondale-Drapac \| + 0 s \| \| \| 7.º \| Tom Dumoulin \| Team Sunweb \| + 0 s \| \| \| 8.º \| Nairo Quintana \| Movistar Team \| + 0 s \| \| \| 9.º \| Rohan Dennis \| BMC Racing Team \| + 0 s \| \| \| 10.º \| Simon Špilak \| Katusha-Alpecin \| + 6 s \| \| |                |                   |                 |
| |                |                   |                 |
| Fuente: ProCyclingStats |                |                   |                 |
| Clasificación de la etapa |                |                   |                 |
| Ciclista | Ciclista       | Equipo            | Tiempo          |
| 1.º | Peter Sagan    | Bora-Hansgrohe    | 5 h 00 min 05 s |
| 2.º | Thibaut Pinot  | FDJ               | + 0 s           |
| 3.º | Primož Roglič  | LottoNL-Jumbo     | + 0 s           |
| 4.º | Geraint Thomas | Team Sky          | + 0 s           |
| 5.º | Bauke Mollema  | Trek-Segafredo    | + 0 s           |
| 6.º | Rigoberto Urán | Cannondale-Drapac | + 0 s           |
| 7.º | Tom Dumoulin   | Team Sunweb       | + 0 s           |
| 8.º | Nairo Quintana | Movistar Team     | + 0 s           |
| 9.º | Rohan Dennis   | BMC Racing Team   | + 0 s           |
| 10.º | Simon Špilak   | Katusha-Alpecin   | + 6 s           |

| \| Clasificación general \| Clasificación general \| Clasificación general \| Clasificación general \| Clasificación general \| \| Ciclista \| Ciclista \| Equipo \| Tiempo \| \| \| --------------------- \| --------------------- \| --------------------- \| --------------------- \| --------------------- \| \| 1.º \| Nairo Quintana \| Movistar Team \| 21 h 34 min 51 s \| \| \| 2.º \| Thibaut Pinot \| FDJ \| + 50 s \| \| \| 3.º \| Rohan Dennis \| BMC Racing Team \| + 1 min 06 s \| \| \| 4.º \| Primož Roglič \| LottoNL-Jumbo \| + 1 min 15 s \| \| \| 5.º \| Tom Dumoulin \| Team Sunweb \| + 1 min 19 s \| \| \| 6.º \| Geraint Thomas \| Team Sky \| + 1 min 23 s \| \| \| 7.º \| Rigoberto Urán \| Cannondale-Drapac \| + 1 min 30 s \| \| \| 8.º \| Jonathan Castroviejo \| Movistar Team \| + 1 min 32 s \| \| \| 9.º \| Bauke Mollema \| Trek-Segafredo \| + 1 min 37 s \| \| \| 10.º \| Simon Špilak \| Katusha-Alpecin \| + 1 min 59 s \| \| |                      |                   |                  |
| |                      |                   |                  |
| Fuente: ProCyclingStats |                      |                   |                  |
| Clasificación general |                      |                   |                  |
| Ciclista | Ciclista             | Equipo            | Tiempo           |
| 1.º | Nairo Quintana       | Movistar Team     | 21 h 34 min 51 s |
| 2.º | Thibaut Pinot        | FDJ               | + 50 s           |
| 3.º | Rohan Dennis         | BMC Racing Team   | + 1 min 06 s     |
| 4.º | Primož Roglič        | LottoNL-Jumbo     | + 1 min 15 s     |
| 5.º | Tom Dumoulin         | Team Sunweb       | + 1 min 19 s     |
| 6.º | Geraint Thomas       | Team Sky          | + 1 min 23 s     |
| 7.º | Rigoberto Urán       | Cannondale-Drapac | + 1 min 30 s     |
| 8.º | Jonathan Castroviejo | Movistar Team     | + 1 min 32 s     |
| 9.º | Bauke Mollema        | Trek-Segafredo    | + 1 min 37 s     |
| 10.º | Simon Špilak         | Katusha-Alpecin   | + 1 min 59 s     |

### 6.ª etapa
| Ascoli Piceno - Civitanova Marche | etapa escarpada | (168 km) |

| \| Clasificación de la etapa \| Clasificación de la etapa \| Clasificación de la etapa \| Clasificación de la etapa \| Clasificación de la etapa \| \| Ciclista \| Ciclista \| Equipo \| Tiempo \| \| \| ------------------------- \| ------------------------- \| ------------------------- \| ------------------------- \| ------------------------- \| \| 1.º \| Fernando Gaviria \| Quick-Step Floors \| 4 h 09 min 31 s \| \| \| 2.º \| Peter Sagan \| Bora-Hansgrohe \| + 0 s \| \| \| 3.º \| Jasper Stuyven \| Trek-Segafredo \| + 0 s \| \| \| 4.º \| Matteo Trentin \| Quick-Step Floors \| + 0 s \| \| \| 5.º \| Jens Debusschere \| Lotto-Soudal \| + 0 s \| \| \| 6.º \| Elia Viviani \| Team Sky \| + 0 s \| \| \| 7.º \| Scott Thwaites \| Dimension Data \| + 0 s \| \| \| 8.º \| Eduard-Michael Grosu \| Nippo-Vini Fantini \| + 0 s \| \| \| 9.º \| Anthony Roux \| FDJ \| + 0 s \| \| \| 10.º \| Jürgen Roelandts \| Lotto-Soudal \| + 0 s \| \| |                      |                    |                 |
| |                      |                    |                 |
| Fuente: ProCyclingStats |                      |                    |                 |
| Clasificación de la etapa |                      |                    |                 |
| Ciclista | Ciclista             | Equipo             | Tiempo          |
| 1.º | Fernando Gaviria     | Quick-Step Floors  | 4 h 09 min 31 s |
| 2.º | Peter Sagan          | Bora-Hansgrohe     | + 0 s           |
| 3.º | Jasper Stuyven       | Trek-Segafredo     | + 0 s           |
| 4.º | Matteo Trentin       | Quick-Step Floors  | + 0 s           |
| 5.º | Jens Debusschere     | Lotto-Soudal       | + 0 s           |
| 6.º | Elia Viviani         | Team Sky           | + 0 s           |
| 7.º | Scott Thwaites       | Dimension Data     | + 0 s           |
| 8.º | Eduard-Michael Grosu | Nippo-Vini Fantini | + 0 s           |
| 9.º | Anthony Roux         | FDJ                | + 0 s           |
| 10.º | Jürgen Roelandts     | Lotto-Soudal       | + 0 s           |

| \| Clasificación general \| Clasificación general \| Clasificación general \| Clasificación general \| Clasificación general \| \| Ciclista \| Ciclista \| Equipo \| Tiempo \| \| \| --------------------- \| --------------------- \| --------------------- \| --------------------- \| --------------------- \| \| 1.º \| Nairo Quintana \| Movistar Team \| 25 h 44 min 28 s \| \| \| 2.º \| Thibaut Pinot \| FDJ \| + 50 s \| \| \| 3.º \| Rohan Dennis \| BMC Racing Team \| + 1 min 06 s \| \| \| 4.º \| Primož Roglič \| LottoNL-Jumbo \| + 1 min 15 s \| \| \| 5.º \| Tom Dumoulin \| Team Sunweb \| + 1 min 19 s \| \| \| 6.º \| Geraint Thomas \| Team Sky \| + 1 min 23 s \| \| \| 7.º \| Rigoberto Urán \| Cannondale-Drapac \| + 1 min 30 s \| \| \| 8.º \| Jonathan Castroviejo \| Movistar Team \| + 1 min 32 s \| \| \| 9.º \| Bauke Mollema \| Trek-Segafredo \| + 1 min 37 s \| \| \| 10.º \| Simon Špilak \| Katusha-Alpecin \| + 1 min 59 s \| \| |                      |                   |                  |
| |                      |                   |                  |
| Fuente: ProCyclingStats |                      |                   |                  |
| Clasificación general |                      |                   |                  |
| Ciclista | Ciclista             | Equipo            | Tiempo           |
| 1.º | Nairo Quintana       | Movistar Team     | 25 h 44 min 28 s |
| 2.º | Thibaut Pinot        | FDJ               | + 50 s           |
| 3.º | Rohan Dennis         | BMC Racing Team   | + 1 min 06 s     |
| 4.º | Primož Roglič        | LottoNL-Jumbo     | + 1 min 15 s     |
| 5.º | Tom Dumoulin         | Team Sunweb       | + 1 min 19 s     |
| 6.º | Geraint Thomas       | Team Sky          | + 1 min 23 s     |
| 7.º | Rigoberto Urán       | Cannondale-Drapac | + 1 min 30 s     |
| 8.º | Jonathan Castroviejo | Movistar Team     | + 1 min 32 s     |
| 9.º | Bauke Mollema        | Trek-Segafredo    | + 1 min 37 s     |
| 10.º | Simon Špilak         | Katusha-Alpecin   | + 1 min 59 s     |

### 7.ª etapa
| San Benedetto del Tronto - San Benedetto del Tronto | contrarreloj individual | (10,05 km) |

| \| Clasificación de la etapa \| Clasificación de la etapa \| Clasificación de la etapa \| Clasificación de la etapa \| Clasificación de la etapa \| \| Ciclista \| Ciclista \| Equipo \| Tiempo \| \| \| ------------------------- \| ------------------------- \| ------------------------- \| ------------------------- \| ------------------------- \| \| 1.º \| Rohan Dennis \| BMC Racing Team \| 11 min 18 s \| \| \| 2.º \| Jos van Emden \| LottoNL-Jumbo \| + 3 s \| \| \| 3.º \| Michael Hepburn \| Orica-Scott \| + 3 s \| \| \| 4.º \| Stephen Cummings \| Dimension Data \| + 8 s \| \| \| 5.º \| Primož Roglič \| LottoNL-Jumbo \| + 11 s \| \| \| 6.º \| Maciej Bodnar \| Bora-Hansgrohe \| + 15 s \| \| \| 7.º \| Edvald Boasson Hagen \| Dimension Data \| + 15 s \| \| \| 8.º \| Geraint Thomas \| Team Sky \| + 16 s \| \| \| 9.º \| Ryan Mullen \| Cannondale-Drapac \| + 17 s \| \| \| 10.º \| Alex Dowsett \| Movistar Team \| + 17 s \| \| |                      |                   |             |
| |                      |                   |             |
| Fuente: ProCyclingStats |                      |                   |             |
| Clasificación de la etapa |                      |                   |             |
| Ciclista | Ciclista             | Equipo            | Tiempo      |
| 1.º | Rohan Dennis         | BMC Racing Team   | 11 min 18 s |
| 2.º | Jos van Emden        | LottoNL-Jumbo     | + 3 s       |
| 3.º | Michael Hepburn      | Orica-Scott       | + 3 s       |
| 4.º | Stephen Cummings     | Dimension Data    | + 8 s       |
| 5.º | Primož Roglič        | LottoNL-Jumbo     | + 11 s      |
| 6.º | Maciej Bodnar        | Bora-Hansgrohe    | + 15 s      |
| 7.º | Edvald Boasson Hagen | Dimension Data    | + 15 s      |
| 8.º | Geraint Thomas       | Team Sky          | + 16 s      |
| 9.º | Ryan Mullen          | Cannondale-Drapac | + 17 s      |
| 10.º | Alex Dowsett         | Movistar Team     | + 17 s      |

## Clasificaciones finales
- Las clasificaciones finalizaron de la siguiente forma:[2]

### Clasificación general
| \| Clasificación general \| Clasificación general \| Clasificación general \| Clasificación general \| Clasificación general \| \| Ciclista \| Ciclista \| Equipo \| Tiempo \| \| \| --------------------- \| --------------------- \| --------------------- \| --------------------- \| --------------------- \| \| 1.º \| Nairo Quintana \| Movistar Team \| 25 h 56 min 27 s \| \| \| 2.º \| Rohan Dennis \| BMC Racing Team \| + 25 s \| \| \| 3.º \| Thibaut Pinot \| FDJ \| + 36 s \| \| \| 4.º \| Primož Roglič \| LottoNL-Jumbo \| + 45 s \| \| \| 5.º \| Geraint Thomas \| Team Sky \| + 58 s \| \| \| 6.º \| Tom Dumoulin \| Team Sunweb \| + 1 min 01 s \| \| \| 7.º \| Jonathan Castroviejo \| Movistar Team \| + 1 min 18 s \| \| \| 8.º \| Rigoberto Urán \| Cannondale-Drapac \| + 1 min 36 s \| \| \| 9.º \| Bauke Mollema \| Trek-Segafredo \| + 1 min 38 s \| \| \| 10.º \| Domenico Pozzovivo \| AG2R La Mondiale \| + 1 min 59 s \| \| |                      |                   |                  |
| |                      |                   |                  |
| Fuentes: ProCyclingStats Cycling Quotient |                      |                   |                  |
| Clasificación general |                      |                   |                  |
| Ciclista | Ciclista             | Equipo            | Tiempo           |
| 1.º | Nairo Quintana       | Movistar Team     | 25 h 56 min 27 s |
| 2.º | Rohan Dennis         | BMC Racing Team   | + 25 s           |
| 3.º | Thibaut Pinot        | FDJ               | + 36 s           |
| 4.º | Primož Roglič        | LottoNL-Jumbo     | + 45 s           |
| 5.º | Geraint Thomas       | Team Sky          | + 58 s           |
| 6.º | Tom Dumoulin         | Team Sunweb       | + 1 min 01 s     |
| 7.º | Jonathan Castroviejo | Movistar Team     | + 1 min 18 s     |
| 8.º | Rigoberto Urán       | Cannondale-Drapac | + 1 min 36 s     |
| 9.º | Bauke Mollema        | Trek-Segafredo    | + 1 min 38 s     |
| 10.º | Domenico Pozzovivo   | AG2R La Mondiale  | + 1 min 59 s     |

### Clasificación por puntos
| Clasificación por puntos | Clasificación por puntos | Clasificación por puntos | Clasificación por puntos | Clasificación por puntos |
| Ciclista                 | Ciclista                 | Equipo                   | Puntos                   |                          |
| ------------------------ | ------------------------ | ------------------------ | ------------------------ | ------------------------ |
| 1.º                      | Peter Sagan              | Bora-Hansgrohe           | 42 pts                   |                          |
| 2.º                      | Mirco Maestri            | Bardiani CSF             | 40 pts                   |                          |
| 3.º                      | Geraint Thomas           | Team Sky                 | 32 pts                   |                          |
| 4.º                      | Tom Dumoulin             | Team Sunweb              | 19 pts                   |                          |
| 5.º                      | Nairo Quintana           | Movistar Team            | 17 pts                   |                          |
| 6.º                      | Rohan Dennis             | BMC Racing Team          | 17 pts                   |                          |
| 7.º                      | Primož Roglič            | LottoNL-Jumbo            | 15 pts                   |                          |
| 8.º                      | Elia Viviani             | Team Sky                 | 15 pts                   |                          |
| 9.º                      | Fernando Gaviria         | Quick-Step Floors        | 12 pts                   |                          |
| 10.º                     | Thibaut Pinot            | FDJ                      | 12 pts                   |                          |

### Clasificación de la montaña
| Clasificación de la montaña | Clasificación de la montaña | Clasificación de la montaña | Clasificación de la montaña | Clasificación de la montaña |
| Ciclista                    | Ciclista                    | Equipo                      | Puntos                      |                             |
| --------------------------- | --------------------------- | --------------------------- | --------------------------- | --------------------------- |
| 1.º                         | Davide Ballerini            | Androni-Sidermec-Bottecchia | 18 pts                      |                             |
| 2.º                         | Alan Marangoni              | Nippo-Vini Fantini          | 16 pts                      |                             |
| 3.º                         | Nairo Quintana              | Movistar Team               | 15 pts                      |                             |
| 4.º                         | Geraint Thomas              | Team Sky                    | 11 pts                      |                             |
| 5.º                         | Andrey Amador               | Movistar Team               | 5 pts                       |                             |
| 6.º                         | Michał Kwiatkowski          | Team Sky                    | 5 pts                       |                             |
| 7.º                         | Peter Sagan                 | Bora-Hansgrohe              | 5 pts                       |                             |
| 8.º                         | Maurits Lammertink          | Katusha-Alpecin             | 5 pts                       |                             |
| 9.º                         | Iuri Filosi                 | Nippo-Vini Fantini          | 5 pts                       |                             |
| 10.º                        | Rigoberto Urán              | Cannondale-Drapac           | 5 pts                       |                             |

### Clasificación del mejor joven
| Clasificación del mejor joven | Clasificación del mejor joven | Clasificación del mejor joven | Clasificación del mejor joven | Clasificación del mejor joven |
| Ciclista                      | Ciclista                      | Equipo                        | Tiempo                        |                               |
| ----------------------------- | ----------------------------- | ----------------------------- | ----------------------------- | ----------------------------- |
| 1.º                           | Bob Jungels                   | Quick-Step Floors             | 25 h 59 min 20 s              |                               |
| 2.º                           | Egan Bernal                   | Androni-Sidermec-Bottecchia   | + 27 s                        |                               |
| 3.º                           | Søren Kragh Andersen          | Team Sunweb                   | + 13 min 33 s                 |                               |
| 4.º                           | Alberto Bettiol               | Cannondale-Drapac             | + 26 min 24 s                 |                               |
| 5.º                           | Jasper Stuyven                | Trek-Segafredo                | + 27 min 47 s                 |                               |
| 6.º                           | Gianni Moscon                 | Team Sky                      | + 30 min 03 s                 |                               |
| 7.º                           | Mike Teunissen                | Team Sunweb                   | + 30 min 09 s                 |                               |
| 8.º                           | Tiesj Benoot                  | Lotto-Soudal                  | + 31 min 37 s                 |                               |
| 9.º                           | Matej Mohorič                 | UAE Team Emirates             | + 33 min 23 s                 |                               |
| 10.º                          | Rick Zabel                    | Katusha-Alpecin               | + 41 min 34 s                 |                               |

### Clasificación por equipos
| Clasificación por equipos | Clasificación por equipos | Clasificación por equipos | Clasificación por equipos |
| Equipo                    | Equipo                    | Tiempo                    |                           |
| ------------------------- | ------------------------- | ------------------------- | ------------------------- |
| 1.º                       | Movistar Team             | 77 h 05 min 00 s          |                           |
| 2.º                       | BMC Racing Team           | + 3 min 15 s              |                           |
| 3.º                       | Sky                       | + 7 min 41 s              |                           |
| 4.º                       | Astana                    | + 15 min 19 s             |                           |
| 5.º                       | FDJ                       | + 15 min 32 s             |                           |
| 6.º                       | Orica-Scott               | + 15 min 54 s             |                           |
| 7.º                       | Katusha-Alpecin           | + 17 min 31 s             |                           |
| 8.º                       | Androni Giocattoli        | + 18 min 33 s             |                           |
| 9.º                       | AG2R La Mondiale          | + 20 min 29 s             |                           |
| 10.º                      | Bahrain-Merida            | + 21 min 29 s             |                           |

## Evolución de las clasificaciones
| Etapa (Vencedor)               | Clasificación general | Clasificación de la montaña | Clasificación por puntos | Clasificación de los jóvenes | Clasificación por equipos |
| ------------------------------ | --------------------- | --------------------------- | ------------------------ | ---------------------------- | ------------------------- |
| 1.ª etapa (CRE) (BMC Racing)   | Damiano Caruso        | no se entregó               | no se entregó            | Stefan Küng                  | BMC Racing                |
| 2.ª etapa (Geraint Thomas)     | Greg Van Avermaet     | Davide Ballerini            | Geraint Thomas           | Bob Jungels                  | BMC Racing                |
| 3.ª etapa (Peter Sagan)        | Rohan Dennis          | Davide Ballerini            | Peter Sagan              | Bob Jungels                  | BMC Racing                |
| 4.ª etapa (Nairo Quintana)     | Nairo Quintana        | Nairo Quintana              | Mirco Maestri            | Adam Yates                   | Movistar                  |
| 5.ª etapa (Peter Sagan)        | Nairo Quintana        | Nairo Quintana              | Peter Sagan              | Egan Bernal                  | Movistar                  |
| 6.ª etapa (Fernando Gaviria)   | Nairo Quintana        | Davide Ballerini            | Peter Sagan              | Egan Bernal                  | Movistar                  |
| 7.ª etapa (CRI) (Rohan Dennis) | Nairo Quintana        | Davide Ballerini            | Peter Sagan              | Bob Jungels                  | Movistar                  |
| Final                          | Nairo Quintana        | Davide Ballerini            | Peter Sagan              | Bob Jungels                  | Movistar                  |

## UCI World Ranking
La Tirreno-Adriático otorga puntos para el UCI WorldTour 2017 y el UCI World Ranking, este último para corredores de los equipos en las categorías UCI ProTeam, Profesional Continental y Equipos Continentales. Las siguientes tablas son el baremo de puntuación y los corredores que obtuvieron puntos:
| Posición              | 1.ª | 2.ª | 3.ª | 4.ª | 5.ª | 6.ª | 7.ª | 8.ª | 9.ª | 10.ª |
| Clasificación general | 500 | 400 | 325 | 275 | 225 | 175 | 150 | 125 | 100 | 85   |
| Por etapa             | 60  | 25  | 10  |     |     |     |     |     |     |      |
| Líder                 | 10  |     |     |     |     |     |     |     |     |      |

| Clasificación | Clasificación        | Clasificación     | Clasificación | Clasificación | Clasificación | Clasificación |
| Posición      | Ciclista             | Equipo            | General       | Etapa         | Líder         | Total         |
| ------------- | -------------------- | ----------------- | ------------- | ------------- | ------------- | ------------- |
| 1.º           | Nairo Quintana       | Movistar          | 500           | 60            | 30            | 590           |
| 2.º           | Rohan Dennis         | BMC Racing        | 400           | 68            | 10            | 478           |
| 3.º           | Thibaut Pinot        | FDJ               | 325           | 27            | -             | 352           |
| 4.º           | Geraint Thomas       | Sky               | 225           | 85            | -             | 310           |
| 5.º           | Primož Roglič        | LottoNL-Jumbo     | 275           | 10            | -             | 285           |
| 6.º           | Tom Dumoulin         | Sunweb            | 175           | 25            | -             | 200           |
| 7.º           | Peter Sagan          | Bora-Hansgrohe    | 10            | 155           | -             | 165           |
| 8.º           | Jonathan Castroviejo | Movistar          | 150           | -             | -             | 150           |
| 9.º           | Rigoberto Urán       | Cannondale-Drapac | 125           | -             | -             | 125           |
| 10.º          | Bauke Mollema        | Trek-Segafredo    | 100           | -             | -             | 100           |